# Melita leiotelson
Melita leiotelson is een vlokreeftensoort uit de familie van de Melitidae. De wetenschappelijke naam van de soort is voor het eerst geldig gepubliceerd in 1989 door Vonk.